# Puchar Świata w Zapasach 2014 – styl wolny mężczyzn
Zawody Pucharu Świata w 2014 roku w stylu wolnym odbyły się pomiędzy 15–16 marca w Los Angeles w USA na terenie hali sportowej Kia Forum.

## Styl klasyczny

### Ostateczna kolejność drużynowa
| Poz. | Państwo           |
| ---- | ----------------- |
|      | Iran              |
|      | Rosja             |
|      | Stany Zjednoczone |
| 4.   | Ukraina           |
| 5.   | Mongolia          |
| 6.   | Indie             |
| 7.   | Turcja            |
| 8.   | Japonia           |
| 9.   | Gruzja            |
| 10.  | Armenia           |

### Grupa A
| Grupa A              |
| -------------------- |
| 1. Iran              |
| 2. Stany Zjednoczone |
| 3. Indie             |
| 4. Turcja            |
| 5. Armenia           |

Wyniki:
- Armenia –  Stany Zjednoczone 1–7
- Indie –  Turcja 5–3
- Stany Zjednoczone –  Indie 6–2
- Iran –  Armenia 8–0
- Iran –  Turcja 7–1
- Indie –  Armenia 4–4 – zwc.Indie
- Iran –  Stany Zjednoczone 5–3
- Armenia –  Turcja 3–5
- Stany Zjednoczone –  Turcja 8–0
- Indie –  Iran 0–8

### Grupa B
| Grupa B     |
| ----------- |
| 1. Rosja    |
| 2. Ukraina  |
| 3. Mongolia |
| 4. Japonia  |
| 5. Gruzja   |

Wyniki:
- Rosja –  Mongolia 4–4 – zwc. Rosja
- Gruzja –  Japonia 3–5
- Japonia –  Mongolia 4–4 – zwc. Mongolia
- Rosja –  Ukraina 7–1
- Gruzja –  Mongolia 3–5
- Ukraina –  Japonia 7–1
- Rosja –  Japonia 7–1
- Ukraina –  Gruzja 5–3
- Gruzja –  Rosja 1–7
- Ukraina –  Mongolia 5–3

### Finały
- 9–10  Gruzja –  Armenia 4–4 zwc. Gruzja
- 7–8  Turcja –  Japonia 6–2
- 5–6  Mongolia –  Indie 5–3
- 3–4  Stany Zjednoczone –  Ukraina 7–1
- 1–2  Iran –  Rosja 6–2

## Zawodnicy w poszczególnych kategoriach

### I-V
| Waga   |                                       |                                          |                                    | 4                  | 5                          |
| ------ | ------------------------------------- | ---------------------------------------- | ---------------------------------- | ------------------ | -------------------------- |
| 57 kg  | Mehran Rezazadeh Hasan Rahimi         | Wiktor Lebiediew Władimir Flegontow      | Angel Escobedo Andrew Hochstrasser | Serhij Ratuszny    | Batboldyn Nomin            |
| 61 kg  | Masud Esma’ilpur                      | Aleksandr Bogomojew Murad Nuchkadijew    | Reece Humphrey James Kennedy       | Wasyl Fedoryszyn   | Enchsajchany Njam-Oczir    |
| 65 kg  | Mejsam Nasiri Ahmad Mohammadi         | Alibiekgadży Emiejew Sosłan Ramonow      | Brent Metcalf                      | Ivan Pertiv        | Gandzorigijn Mandachnaran  |
| 70 kg  | Mostafa Hosejnchani Pejman Jarahmadi  | Ramazan Szamsudinow Chietag Cabołow      | Moza Fay Nicholas Marable          | Andrij Kwiatkowski | Batczuluuny Anchbajar      |
| 74 kg  | Ezzatollah Akbari Reza Afzali         | Achmied Gadżymagomiedow Acamaz Sanakojew | Jordan Burroughs                   | Gia Czichladze     | Pürewdżawyn Önörbat        |
| 86 kg  | Ehsan Laszgari Alireza Karimi         | Szamil Kudijamagomiedow Anzor Uriszew    | Keith Gavin Clayton Foster         | Ibrahim Ałdatow    | Orgodolyn Üjtümen          |
| 97 kg  | Reza Jazdani Hamed Talebi Zarrinkamar | Władisław Bajcajew Jurij Biełonowski     | Dustin Kilgore James Bergman       | Pawło Olijnyk      | Dordżchandyn Chüderbulag   |
| 125 kg | Komejl Ghasemi Parwiz Hadi            | Anzor Chizrijew Arsłanbiek Alijew        | Tervel Dlagnev Tyrell Fortune      | Ałen Zasiejew      | Dżargalsajchany Czuluunbat |

### VI-X
| Waga   | 6                  | 7                        | 8                  | 9                                        | 10                 |
| ------ | ------------------ | ------------------------ | ------------------ | ---------------------------------------- | ------------------ |
| 57 kg  | Amit Kumar         | Nebi Uzun                | Fumitaka Morishita | Otari Gogawa Beka Budżiaszwili           | Artak Howhannisjan |
| 61 kg  | Bajrang Kumar      | Recep Topal              | Katsuyoshi Kawase  | Beka Lomtadze                            | Walodia Frangulian |
| 65 kg  | Rajneesh           | Selahattin Kılıçsallayan | Daichi Takatani    | Zurabi Iakobiszwili                      | Artur Arrakelian   |
| 70 kg  | Amit Kumar Dhankar | Mustafa Kaya             | Ken Hosaka         | Lewan Kelechsaszwili Giorgi Tsutskiridze | Davit Apoyan       |
| 74 kg  | Parveen Rana       | Murat Ertürk             | Sōsuke Takatani    | Giorgi Marsagiszwili                     | Warużan Kadżojan   |
| 86 kg  | Pawan Kumar        | Fatih Erdin              | Atsushi Matsumoto  | Lewan Gogricziani                        | Wahe Tamrazjan     |
| 97 kg  | Satyawart Kadian   | Ali Bönceoğlu            | Kōki Yamamoto      | Nodar Egadze Eldar Kurtanidze            | Wiktor Kaziszwili  |
| 125 kg | –                  | Hamza Özkaradeniz        | Nobuyoshi Arakida  | Giorgi Sakandelidze Geno Petriaszwili    | Andranik Galystian |